# Bulbocepheus hauserorum
Bulbocepheus hauserorum är en kvalsterart som beskrevs av Sandór Mahunka 1988. Bulbocepheus hauserorum ingår i släktet Bulbocepheus och familjen Tetracondylidae. Inga underarter finns listade.